# Gustave Lannes de Montebello
Gustave Lannes de Montebello (kaldte sig selv greve og siden markis af Montebello) (født 4. oktober 1838 i Lucerne, død 2. december 1907 i Paris) var en fransk diplomat.
Han var en yngre søn af hertug Louis Napoléon Lannes, indtrådte 1858 i den diplomatiske tjeneste og blev 1880 chargé d'affaires i München, 1882 sendemand i Brüssel, 1886 i Konstantinopel og 1891-1902 i Sankt Petersborg. 
Han anvendte først greve- og siden markistitlen, men i den franske adels årbog fra 1873-74 har han ingen titler.